# Въртсярв
Въртсярв (на естонски: Võrtsjärv; на руски: Выртсъярв) е сладководно езеро в южната част на Естония, разположено между областите Тарту, Вилянди и Валга. Площ 269,19 km², която го прави най-голямото езеро в Естония след Чудско-Псковското езеро и най-големият водоем, намиращ се изцяло в страната.
Средна дълбочина 2,8 m, максимална 6 m. Разположено е на 33 m над морското равнище. Удължено е от север на юг на протежение от 34,8 km, ширина до 14,8 km и обем от 0,75 km³. На юг завършва с тесен залив, в който се влива река Вяйке Емайъги. Освен нея в езерото се вливат още Ъхне, Тянасилма, Тарвасту, Лейе, Адули и други. Обща площ на водосборния му басейн е 3380 km². От североизточния му край изтича река Емайъги, вливаща се в Чудско-Псковското езеро. Бреговете му са ниски. През долния холоцен езерото е било почти три пъти по-голямо и се е оттичало в Рижкия залив на Балтийско море.
Езерото е място за развъждане на европейски змиорки и други деликатесни видове риба. Годишният улов от езерото е 250 тона риба. Развито е местно корабоплаване. На източния му бряг е построена лимнологична станция.

## Екология
Въртсярв е сладководно езеро и динамиката на утаяването в него се следи от лимнологичната станция. Поради комбинацията от антропогенни ефекти (замърсяване с торове, увеличен отток и ерозия на водосборния басейн, климатични смущения), езерото е засегнато от бързи екологични промени, измерими в седиментния слой (например, на фосфора) или чрез проследяване на видовете планктон (биоиндикатори), който се влия силно от температурни промени.
Наблюдава се увеличение на пролетната температура на водата на езерото (и на други околни езера) в продължение на половин век, вследствие изменение на климата. Това повишаване на температурата, заедно с по-ранното намаляване на нивата на пролетната вода, е променило поведението на рибите (по-ранен или по-късен период на размножаване, в зависимост от вида).

## Топографска карта
- О-35-А М 1:500000[9]